# Nowokryworiżżia
Nowokryworiżżia (ukr. Новокриворіжжя) – wieś na Ukrainie, w obwodzie donieckim, w rejonie pokrowskim, w hromadzie Kryworiżżia. W 2001 liczyła 71 mieszkańców.